# Heinz Althöfer
Heinz Althöfer (* 19. Oktober 1925 in Niederaden; † 18. Mai 2018 in Düsseldorf) war ein deutscher Restaurator und Kunsthistoriker. 1976 richtete er in Düsseldorf mit Unterstützung der Firma Henkel das Restaurierungszentrum der Landeshauptstadt Düsseldorf ein, dem er als Direktor bis 1992 vorstand. Althöfer war Autor und Herausgeber von Publikationen über Kunst, beispielsweise über den abstrakten Kunststil des Informel sowie über Konservierung und Restaurierung.

## Leben

### Schulzeit und erste berufliche Schritte
Althöfer wuchs in Dortmund auf, wo er die Volksschule besuchte. 1940/41 kam er im Zuge der Kinderlandverschickung nach Baden-Baden, besuchte dort die Schule bis zum Abitur und erhielt seinen Stellungsbefehl. Als Soldat kam Althöfer in einem bayerisch-württembergischen Pionier-Bataillon in der Kaserne Rastatt, später in Karlsruhe-Knielingen, und dann bei der Ardennenoffensive an der Westfront zum Einsatz. Am 20. März 1945 kam er in amerikanisch-kanadische Kriegsgefangenschaft und wurde in ein Lager nach Rennes gebracht. Nach einem Zwischenlager in der Normandie wurde er Ende 1945 entlassen und arbeitete, da sein Vater Bergwerksbeamter war, in Dortmund untertage als Bergbaubeflissener auf der Zeche Gneisenau. Zwischendurch war Althöfer Händler für Seidenfutter für Herrenanzüge und Bibelinterpret beim YMCA, der Young Mens’s Christian Association, dessen Präsident damals John Raleigh Mott war. Darüber hinaus schrieb er für die Westfälische Zeitschrift und die Ruhr Nachrichten Artikel über Tagungen und später als Redakteur unter anderem über Oper und Kunstausstellungen.

### Studium und Ausbildung
In Bonn studierte Althöfer Psychologie, vier Semester Volkswirtschaft mit Hauptfach Kunstgeschichte bei Heinrich Lützeler sowie Philosophie bei Erich Rothacker. Danach ging er nach Basel, um bei Karl Jaspers zu studieren und verbrachte zwei weitere Semester in Wien, bevor er nach München kam, wo er weiterhin Philosophie und Psychologie studierte und bei Hans Sedlmayr mit dem Thema Der Biedermeiergarten promovierte. Danach ging Althöfer als Volontär für Restaurierung an das Doerner Institut, wo ihn Christian Wolters, Gemälderestaurator und Kunsthistoriker, in die Praktiken der Restaurierung einführte. Drei Jahre später erhielt er ein Stipendium von der Deutschen Forschungsgemeinschaft, das ihn an das Istituto Centrale per il Restauro in Rom zu Cesare Brandi führte. Von Rom ging Althöfer nach Brüssel an das Institut Royal du Patrimoine Artistique und von dort nach Paris an den Louvre. Zudem führte ihn sein Stipendium an das Kunsthistorische Museum nach Wien sowie nach Neapel an das Museo di Capodimonte. Während dieser Zeit erlernte er die verschiedenen Methoden der Retusche kennen und deren Arten zu unterscheiden. Althöfer habilitierte sich in Düsseldorf über das Thema Kennerschaft und Wissenschaft von Max J. Friedländer, publiziert 1987 bis 1988 im Wallraf-Richartz-Jahrbuch 48–49.

### Restaurierungszentrum Düsseldorf
Zwischen 1961 und 1976 war Althöfer Restaurator am Kunstmuseum in Düsseldorf, bevor er im Jahr 1976 mit der Unterstützung von Gabriele Henkel, damalige Ehefrau des Industriellen Konrad Henkel, das Restaurierungszentrum Düsseldorf / Schenkung Henkel gründete und aufbaute. Das Zentrum, das seine Räumlichkeiten im Nordflügel des Kunstpalastes zugesprochen bekam, durfte die werkseigenen Laboratorien der Firma Henkel nutzen. Zunächst war vorgesehen, die Universität Düsseldorf mit einzubeziehen, letztlich blieb das Institut jedoch städtisch, und das Zentrum übernahm – auch dank des Einsatzes von Werner Schmalenbach – die konservatorische Betreuung der Kunstsammlung Nordrhein-Westfalen.

## Forschung und Lehre
Althöfer hatte an verschiedenen Universitäten und Forschungszentren wie der ICCROM Lehraufträge inne und hielt Vorlesungen und Seminare an der Kunstakademie Düsseldorf. Sein Anliegen war es, eine Forschung zur Technologie zeitgenössischer Kunst zu betreiben, wobei er im Ergebnis die Kunst der Gegenwart im Hinblick auf die Aufgaben der Restaurierung in drei Bereiche ordnete: Erstens „Objekte, die im weitesten Sinne wie Werke der Traditionskunst betrachtet und behandelt werden können“, zweitens „Objekte, die technisch neue Probleme liefern, und für die neue Materialien und Techniken geprüft und eingesetzt werden müssen“ und drittens „Objekte, bei denen die Frage der Restaurierung zunächst ‚ideologisch‘ vorgeprüft werden muss.“
Zusammen mit der Firma Henkel betrieb Althöfer im Restaurierungszentrum mit seinen Schülern und Volontären unter anderem intensive naturwissenschaftliche Untersuchungen, speziell anhand von Röntgenbildern. In der 1997 erschienenen Publikation La radiologia per il restauro delle opere d’arte moderne e contemporanee schilderte Althöfer anhand seiner in Siena gehaltenen Vorlesungen einiges über diesen Untersuchungsgegenstand.
Heinz Althöfer lebte in Düsseldorf-Grafenberg.

## Veröffentlichungen (Auswahl)
- Fälschung und Forschung, Museum Folkwang, Essen, Oktober 1976 bis Januar 1977, Skulpturengalerie; Staatliche Museen Preußischer Kulturbesitz, Berlin, Januar bis März 1977, Essen/Berlin 1976.
- Kennerschaft und Wissenschaft. In: Wallraf-Richartz-Jahrbuch 48–49, 1987–88, S. 485–496.
- Kunst sammeln und bewahren. Ratschläge und Informationen zur Pflege und Erhaltung von Kunst in Privatbesitz. Nordstern, o. O. 1992.
- La Radiologia per il restauro delle opere d’arte  moderne e contemporanee. Nardini editore, Florenz 1997, ISBN 88-404-4044-5.
- Informel. Schriftenreihe des Museums am Ostwall, Dortmund (Harenberg Edition, Dortmund). Herausgegeben und mit Beiträgen von Heinz Althöfer:
  - Bd. 1 (1999): Der Anfang nach dem Ende, ISBN 3-611-00825-7.
  - Bd. 2 (2002): Begegnung und Wandel, ISBN 3-611-01062-6.
  - Bd. 3 (2003): Die Plastik. Gestus und Raum 2003, ISBN 3-611-01156-8.
  - Bd. 4: (2004) Material und Technik, ISBN 3-925998-44-6.